# Giustiniani
Els Giustiniani foren una societat mercantil que va administrar Focea, Quios i altres illes.
El 1346 uns comerciants genoveseos mitjançant una subscripció la societat va noliejar unes galeres que van partir a l'orient el 24 d'abril de 1346. La seva primera missió fou sotmetre la ciutat de Terracina a la sobirania perpètua de Gènova (la vila era atacada pel comte de Fondi i no podia resistir). Això els va permetre disposar d'un crèdit. Després van seguir cap a Negrepont. Allí Simone Vignoso cap de la flota es va assabentar d'una expedició veneciana que volia dominar Quios, i es va anticipar i va ocupar l'illa el 16 de juny de 1346 quedant controlada el 19 de juny i eliminant els darrers reductes el 12 de setembre (la ciutadella).
El 16 de setembre va ocupar Focea vella i el 20 de setembre Focea nova (un cos expedicionari dirigit per Pietro Recanelli Giustiniani). Després va voler conquerir Tenedos i Lesbos, però Vignoso va haver de retornar a Quios que amenaçaven els imperials. El 9 de novembre de 1346 Vignoso va tornar en triomf a Gènova. El dux, com que no podia pagar el deute econòmic que havia suposat la conquesta, va cedir l'explotació a una societat fundada pels comerciants anomenada la Maona (després coneguda com a Maona vella) el 26 de febrer de 1347 amb l'objectiu de l'explotació de les possessions genoveses d'orient i amb la jurisdicció civil i fiscal i el monopoli comercial d'un producte local. Gènova es va reservar l'alta sobirania i la jurisdicció militar i de les fortaleses, i el dret de nomenar els podestà i comandants militars d'acord amb la Maona.
El 1348 Joan Cantacuzè va demanar la restitució de Quios i Focea sense èxit. La Maona accepta hissar bandera imperial, afavorir el comerç imperial i pagar tribut, però realment no va tenir cap efecte. Un intent imperial dirigit per Joan Cybo per recuperar l'illa, va fracassar, però en canvi va poder ocupar les dues Focea, si bé efímerament, ja que Andrea Petrila, al servei de la Maona, les va recuperar. Uns anys després la Maona va ocupar Samos, Icària, Œnusses i Santa Panàgia (1349-1350). La pesta del 1350 portada pels genoveses de Caffa a Crimea, va provocar gran mortaldat (50% a les ciutats) i els venecians van aprofitar per atacar Quios (setembre del 1350) destruint 10 galeres que estaven sota comandament de Nicolo de Maineri, però la resta dirigides per Filippo Doria van destruir 20 galeres venecianes el 10 d'octubre i van ocupar Caristos temporalment, retornant a Quios amb molt de botí. El 1352 Venècia i la Maona es van trobar juntes a una lliga contra els musulmans. Però amb totes les lluites la societat no funcionava i va vendre accions.
La societat va prendre el nom de Maona nova el 1359 i el 8 de març de 1362 es va convertir en la Maonea Nova. El 14 de novembre de 1362 dotze notables genoveses van fundar definitivament la societat comercial anònima per l'explotació de les possessions de l'estat genovès a la mar Egea i li van dir Giustiniani. Dotze van adoptar el cognom Giustiniani i van abandonar el seu propi (un no ho va fer però es va adjuntar un altre). La Maona Giustiniani era una veritable senyoria, amb soldats, autonomia fiscal, i política pròpia.
Els Giustiniani van governar a Quios, Samos, Inousses, Icària, Cos, Lesbos, Santa Panàgia, i a les ciutats de Focea vella i Focea nova.
Les famílies amb cognom Giustiniani foren importants a Gènova. Sis duxs, molts senadors, governadors de Còrsega i altres llocs i altres personalitats del camp de cultura portaren el cognom. Va rebre per dotze anys el monopoli a Quios fins al 14 de febrer de 1374 (després es va anar prorrogant). La vella Maona fou liquidada. Fins al 26 de febrer de 1367 l'estat podria tornar el deute i recuperar la societat.
Els primers directors foren Pascal Forneto i Giovanni Oliviero. Els dotze fundadors eren: Nicolo de Caneto de Lavagna, Giovanni Campi, Francesco Arangio, Nicolo de San Teodoro, Gabriele Adorno, Paolo Banca, Tommaso Longo, Andriolo Campi, Raffaello de Forneto, Luchino Negro, Pietro Oliverio (o Liviero) i Francesco Garibaldi. Tots van prendre el cognom Giustiniani menys Gabriele Adorno que el va canviar a Pinelli (fins al 1528 no va adoptar el de Giustiniani). Més tard s'hi va afegir un altre soci: Pietro de San Teodoro.
Des del 1362, Pietro Recanelli Giustiniani, va succeir a Simone Vignoso a la regència de Quios. Es va distingir a Esmirna al servei del Papa (1361-1365) fou almirall de la república durant la revolta dels Doria (1365-1366) i va signar la pau de 1368 a Xipre amb els mamelucs. Va morir el 1380.
El 8 de juny de 1363 l'Imperi Romà d'Orient va renunciar a les illes en favor dels Giustiniani (Quios, Samos, Œnusses, Santa Panàgia i Focea). Els Giustiniani van rebre el títol reial hereditari per mascles i femelles. Aquests privilegis foren renovats el 14 de juny de 1367. La república va prorrogar la concessió fins al 21 de novembre de 1418 perquè no podia tornar el deute. El 1379 Venècia va ocupar Focea temporalment durant una guerra amb Gènova.
Francesco Gattiluso es va casar amb la germana de l'emperador Joan Paleòleg i va obtenir l'illa de Lesbos en dot. El 1386 la ciutat d'Enos es va unir al feu de Gattiluso voluntàriament i gairebé a continuació l'emperador li va donar el feu de Focea (formalment la Maona va continuar tenint l'administració) i van seguir Thasos, Lemnos, Imbros i Samotràcia. El 1380 els otomans van ocupar Samos que administrava la Maona. Vers el 1390 les dues Focees van haver d'obrir les portes als otomans. La Maona va pagar tribut als otomans.
La situació a la república va aconsellar a la Maona proclamar la independència el 21 de desembre de 1408. El governament francòfil de Gènova va enviar una expedició el 18 de juny de 1409 dirigida per Corrado Doria però finalment es va arribar a un acord.
Els Gattiluso i els Giustiniani van participar el 1416 a una expedició victoriosa contra Mehmet emir d'Esmirna. El 1431 va esclatar una nova guerra amb Venècia i una flota dirigida per Andrea Mocenigo, Dolfino Venier i Scaramuzza de Pavia va assetjar Quios. 300 soldats dirigits per Leonardo de Montaldo, van resistir i un dia els va sorprendre i els va derrotar. Els venecians es van retirar el 17 de gener de 1432.
Constantinoble va caure el 29 de maig de 1453. La Maona va oferir un alt tribut al soldà per mantenir el seu privilegi comercial (40.000 ducats d'or però finalment va quedar reduït a la meitat).
La república va renovar la concessió diverses vegades i la darrera fins al 15 de juny de 1542, dret que el 1528 fou renovat a perpetuïtat contra el pagament de 2500 lliures anyals.
Sota pretext de sostenir militarment la pretensió del noble genovès Francesco Draperio en el conflicte amb la Maona per un carregament comercial impagat, una flota otomana es va presentar el 1455 a Quios dirigida per Hamsa Bey però la fortalesa en ser molt forta, no fou atacada i va fer algunes destrosses i dos ostatges: Nestore i Quilico de Furneto. La república, en guerra amb Catalunya, va enviar dues galeres dirigides per Pietro Giustiniani i va demanar l'ajut del Papa i d'Anglaterra. El mateix any una segona flota otomana dirigida per Junusdj bey, es va dirigir a l'illa però fou dispersada per un temporal. Tot i així van ocupar les dues Focees que governava en aquest moment Paride Giustiniani que es va rendir. Les ciutats foren saquejades.
Al mateix temps Domenico Gattiluso va haver de cedir Thasos i augmentar el seu tribut per Lesbos. Els otomans també van ocupar Salmastri, Sinope i Trebisonda entre 1459 et 1462. El Nadal del 1455 Lesbos fou ocupada però es van retirar però la van ocupar definitivament el 16 de novembre de 1462. Nicolo II Gattiluso fou fet presoner i penjat a Constantinoble i l'illa saquejada. El mateix any Kalid Ali, ocupà Samos però encara permeteren les activitats de la Maona.
En 1456 el tribut ("kharatdj") es va augmentar de 6.000 a 14.000 monedes d'or a més d'una indemnització de guerra.
En 1473 la colònia de Caffa a Crimea fou ocupada. El 1481 els Giustiniani van abandonar Samos i van entregar Icària als Cavallers de Sant Joan als que ja havien cedit Cos. Aquestes illes no tenien bons ports i tenien poc interès tant pels Giustiniani com pels otomans.
El 1495 els otomans es van presentar altre cop a Quios però foren rebutjats per 300 soldats dirigits per Tommaso Giustiniani. Després van seguir 50 anys de negociacions politiques.
El 2 de març de 1558, un plenipotenciari dels duxs genovesos, Francesco de Franchi Torturino, va anar a Constantinoble per negociar els drets d'explotació de Quios amb els otomans i la restitució del deute a la Maona. Sota pretext d'un rescat impagat pel segrest d'un genovès (l'enviat de la Maona havia fugit amb els diners) el visir va demanar al soldà d'atacar Quios que llavors tenia uns 120.000 habitants. El 1564 la Maona no va pagar al soldà el tribut acordat el 1455 quan definitivament Focea (les dues) van passar als otomans.
El 14 d'abril de 1566 una flota de 80 galeres dirigides pel gran almirall Piali Pasha va arribar a l'illa que va ocupar sense lluita. El podestà Vincenzo Giustiniani, i els dotze governadors foren fets presoners. L'illa fou saquejada i les esglésies destruïdes. Tots els nois dels Giustiniani foren apressats i els de menys de 12 anys tancats en un convent de Constantinobl,e on 21 d'ells foren obligats a convertir-se a l'islam i a fer-se geníssers: 3 d'ells ho van acceptar i després van poder fugir; els altres, que no ho van acceptar, van ser torturats fins a morir (16 de setembre de 1566) i foren més tard canonitzats. Els cap de la Maona foren enviats presoners a Crimea on la majoria van morir; els que van sobreviure foren alliberats pel soldà Selim el 1567 i autoritzats a retornar a Quios, on es va instal·lar una guarnició otomana.
Durant el domini Giustiniani l'illa va tenir el seu propi bisbe. El primer fou Manfred de Coronato el 1363. Els següents foren tots de les famílies Pallavicini o Giustiniani fins al 1879 (Ignazio Giustiniani).

## Governadors de Focea
- Pietro Recanelli 1364-1391
- Raffaello Paterio 1391-1395
- Tomasso Paterio 1395-1405
- Giovanni Adorno 1405-1424
- Percivalle Pallavicini 1425-1427
- Enrico Giustiniani-Longo 20 de setembre de 1427-1437
- Francesco Drapperio 1437-1447
- Paride Giustiniani-Longo (fill d'Enrico) 1447-1455

## Regents de Quios
- Simon Vignoso 1347-1362
- Meliano Adorno 1347-1348 (interí)
- Niccolo Cicogna 1358 (interí)
- Pietro Recanelli Giustiniani 1362-1379
- Angelo Archerio 1379-1380 interí
- Niccolo Musca 1380-1381

## Podestàde Quios
(entre parèntesis data del nomenament o confirmació)
- Dante di Gabriele da Gubbio (1381)
- Bartolomeo de Curia (1388)
- Ansaldo di Ansaldo (1392)
- Niccolo Fatinanti (1395-1396)
- Francesco Giustiniani de Garibaldi (1398)
- Lionello Maruffo (1399)
- Bartolomeo Roverino
- Ughetto de martino (1402)
- Giovanni da Zoagli (1402)
- Dexerinus de Podio (1403)
- Battista Vignoso (1404)
- Leonardo Tarigo (1408)
- Niccolo Brancaleone (1409)
- Barnaba de Franchi (1410)
- Pietro de Franchi Olim de Magnerri (1412)
- Niccolo de Blasia (1425)
- Luchino de Goano (1426)
- Leonardo Giustiniani (1427)
- Tommaso di Andrea Giustiniani Furneto (1427)
- Andrea de Corsio (1431)
- Taddeo da Zoagli (1437)
- Lancillotto Giustiniani (1442)
- Andrea de corsio (1443) (segona vegada)
- Francesco Re (1444)
- Antonio Carena (1444)
- Raffaele Montaldo (1445)
- Manuele Rapallo (1447)
- Battista Giustiniani (1448)
- Andrea de Franchi Tortorino (1449)
- Bartolomeo da Levanto (1450)
- Cristoforo da Corvara (1451)
- Galeazzo Giustiniani Longo (1451-1452-1454)
- Gabriele da Rapallo (1454)
- Galeazzo Giustiniani Longo (1454) (segona vegada)
- Gabriele da Rapallo (1455-1456) (segona vegada)
- Pietro Giustiniani de Campis (1456-1457)
- Battista Leonardo (1457-1458)
- Gregorio Giustiniani (1458)
- Tommaso Giustiniani de Furneto (1460)
- Pietro Giustiniani (1461)
- Guglielmo Maruffo (1464)
- Antonio de Franchijula Petri (1465)
- Battista Giustiniani (1467)
- Giovanni Francesco Giustiniani (1468)
- Alessandro Giustiniani (1468-1469)
- Francesco Palmario (1468-1469)
- Antonio Montaldo (1470-1472)
- Giovanni Franchi (1475)
- Leonardo Giustiniani (1476)
- Leonardo di Paride Giustiniani Longo (1477)
- Raffaele di Tommaso Giustiniani (1479)
- Edoardo di Francesco Giustiniani Furneto (1480)
- Stefano Bracelli (1482)
- Lorenzo Giustiniani Branca (1483)
- Tommaso Presenta (1484)
- Oberto Foglietta (1486)
- Leonardo Maruffo (20 de febrer de 1487)
- Battista Giustiniani de Campis (1487-1488)
- Leonardo Maruffo (1488)
- Giovanni Battista di Tommaso Giustiniani (1491)
- Luca di Lancillotto Liustiniani Moneglia (1495)
- Domenico Adorno (1496)
- Demetrio Giustiniani (1496)
- Gerolamo de Goano (1499)
- Niccolo di Silvestro Giustiniani Campis (1504)
- Giovanbattista di Brizio Giustiniani Furneto (1507)
- Giacomo Giustiniani (1511)
- Nicola di Andreolo giustiniani (1512)
- Ambreogio Caffaroto (1514-1515)
- Matteo de Franchi Bulgaro (1516)
- Bartolomeo Giustiniani Iohannis (1517)
- Giovanbattista di Lorenzo Giustiniani Negri (1518-1520)
- Francesco di Lorenzo Giustiniani Branca (1520)
- Giovanbattista di Brizio Giustiniani (1521)
- Bernardo Giustiniani Baptiste (1522)
- Baldassarre di Battista Adorno (1527)
- Nicola di Vincenzo Giustiniani Garibaldi (1528)
- Domenico di Gio Antonio Giustiniani de Campis (1529)
- Bernardo Giustiniani (1530)
- Niccolo Sauli Giustiniani (1533)
- Alessandro Grimaldi Paterio (1534)
- Domenico Giustiniani Antonii (1534)
- Nicola di Andreolo Giustiniani (1538)
- Lorenzo Giustiniani (1548)
- Nicola Giustiniani (1548)
- Franco Sauli Siustiniani (1552-1553)
- Giovambattista Giustiniani (1558)
- Vincenzo Giustiniani Garibaldi (1562)-1566
- Ocupació turca 1566